# KGM Rexton
KGM Rexton (с 2001 по 2023 SsangYong Rexton) — среднеразмерный внедорожник южнокорейской компании KG Mobility. Rexton построен на базе Mercedes-Benz M-класса и выпускается с 2001 года. В 2007 году вышло второе поколение, которое представляло собой глубокую модернизацию машины 1-го поколения. Автомобиль оснащается дизельными и бензиновыми двигателями собранными по лицензии Mercedes-Benz. В 2020 году автомобиль пережил ещё один рестайлинг и стал называться Rexton Y450, в котором добавился новый дизельный двигатель объёмом 2.2 литра.
| Двигатель | Объём (л) | Топливо:       | Мощность                    | Крутящий момент                |
| --------- | --------- | -------------- | --------------------------- | ------------------------------ |
| G23D      | 2,3       | Бензин (АИ-95) | 150 л. с. при 5500 об./мин. | 214 Н·м при 2700 об./мин       |
| D20DT     | 2,0       | Дизель         | 155 л. с. при 4000 об./мин. |                                |
| D27DT     | 2,7       | Дизель         | 165 л. с. при 4000 об./мин. | 340 Н·м при 1800-3250 об./мин. |
| D27DT     | 2,7       | Дизель         | 186 л. с. при 4500 об./мин. | 402 Н·м при 1600-3000 об./мин. |
| D29DT     | 2.9       | Дизель         | 122 л. с.                   |                                |
| G28P      | 2.8       | Бензин (АИ-95) | 201 л. с.                   | 277 Н·м при 4700 об./мин.      |
| G32P      | 3,2       | Бензин (АИ-95) | 220 л. с. при 6100 об./мин. | 312 Н·м при 4600 об./мин.      |

## Первое поколение (Y200)

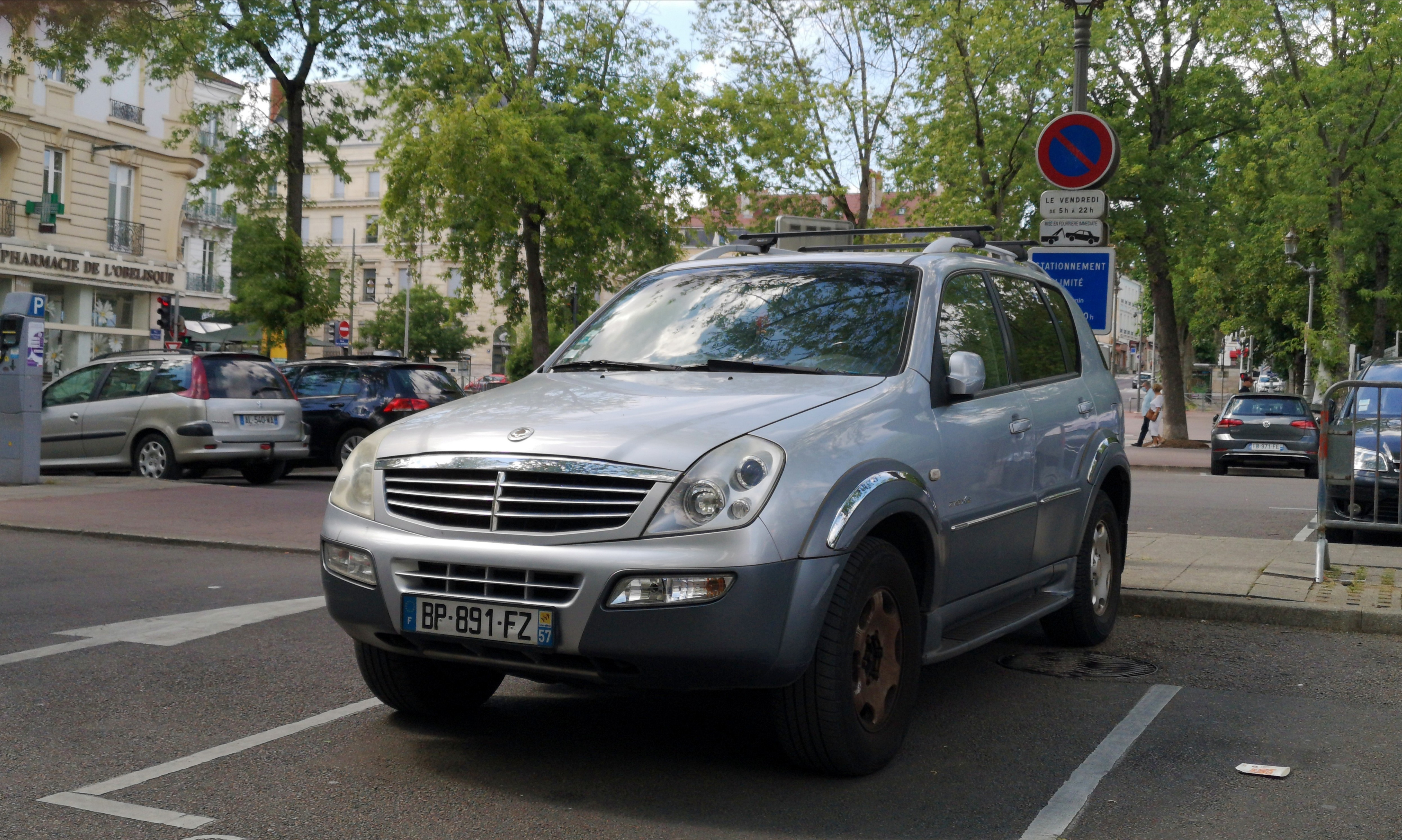
Ssangyong_Rexton_(51311932279)

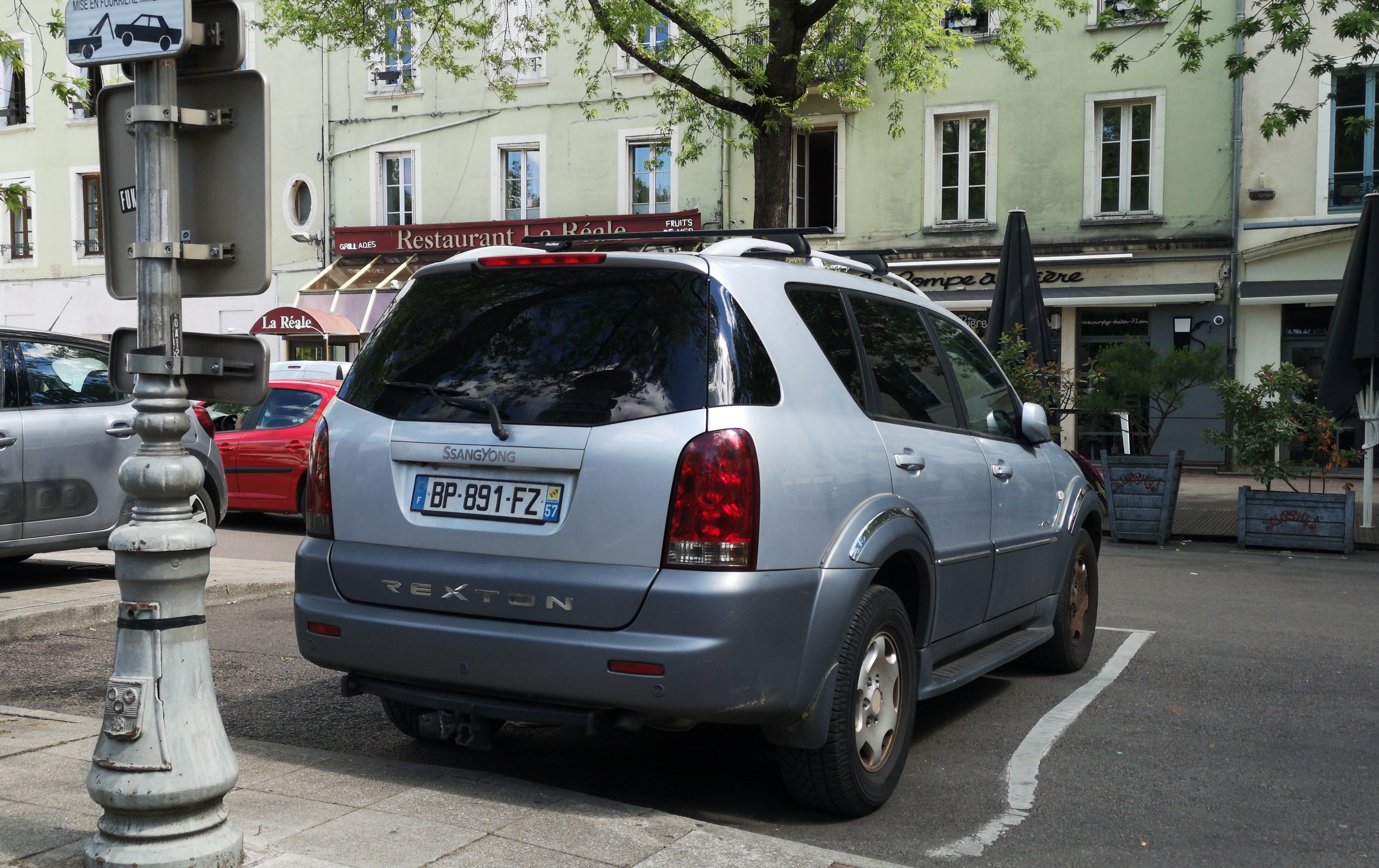
Ssangyong_Rexton_(51310463267)

Первое поколение Rexton выпускалось с 2001 по 2006 год. Дизайн автомобиля был разработан студией Italdesign Джорджетто Джуджаро. Технически внедорожник основан на слегка удлиненном шасси SsangYong Musso. 
Внедорожник был доступен только с полным приводом. На выбор было четыре двигателя — два бензиновых и два дизельных. 2,7-литровый дизель D27DT (XDi270) был основан на турбодизеле Mercedes-Benz OM612 (2.7CDI), на который у компании была лицензия. Но корейские инженеры внесли в конструкцию некоторые свои изменения, в связи с чем двигатель нельзя считать полной копией "Мерседесовского". 
Вариантами трансмиссии для дизельной модели изначально были либо пятиступенчатая механика с коробкой передач американской компании Tremec, либо четырехступенчатый автомат с коробкой передач австралийской компании BTR Automotive.  Бензиновая модель предлагалась только с автоматической коробкой передач.  В 2004 году, с появлением 2,7-литрового дизельного двигателя XDi, пятиступенчатая коробка передач Tiptronic (NAG 5G-Tronic, поставляемая Mercedes-Benz) стала дополнительной опцией для этого двигателя.
Автомобиль так же короткое время был доступен под брендом Daewoo на некоторых европейских рынках, таких как Франция, сохранив название модели и почти все дизайн и функции.

## Третье поколение (Y400/Y450)

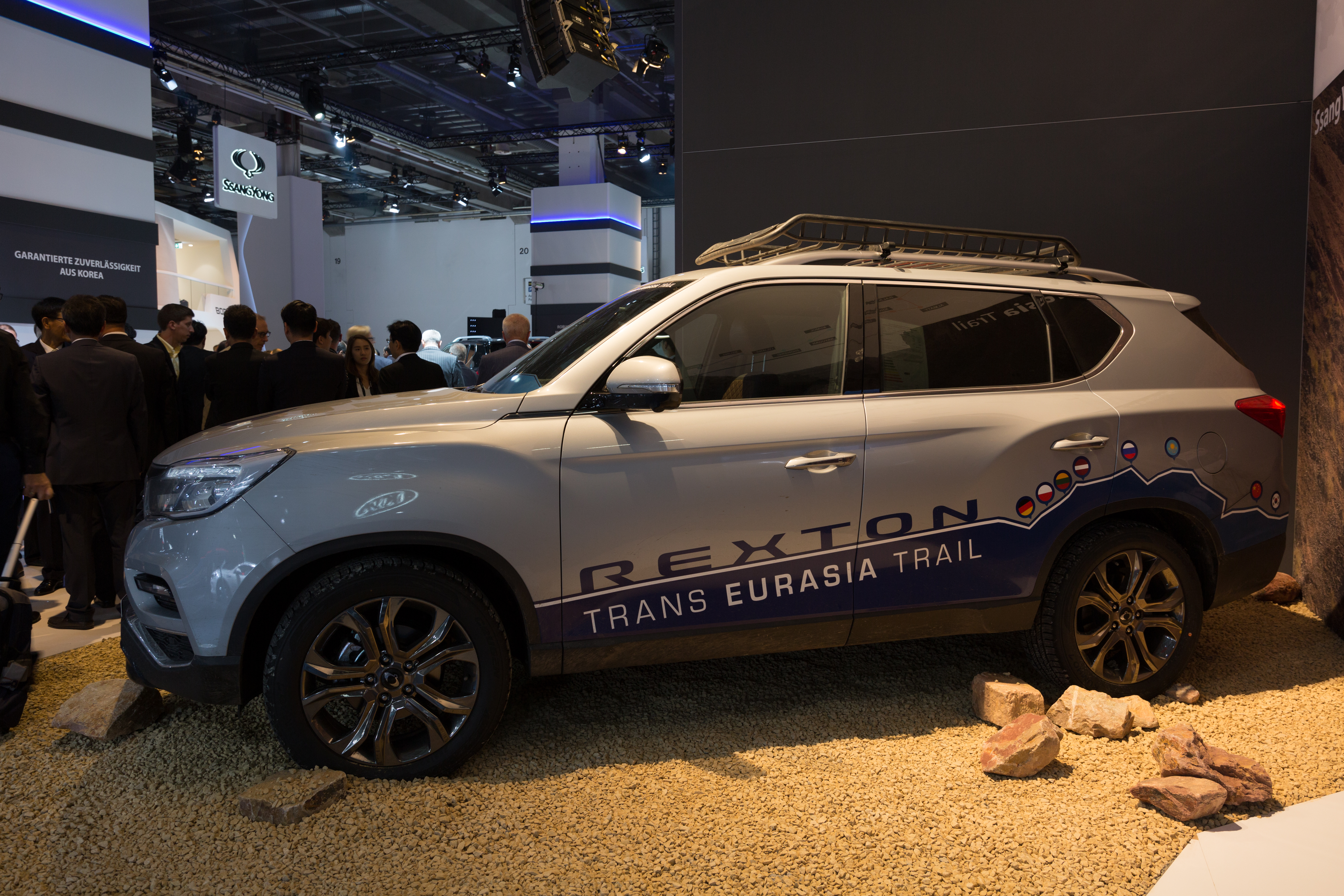
Rexton для Trans Eurasia Trail

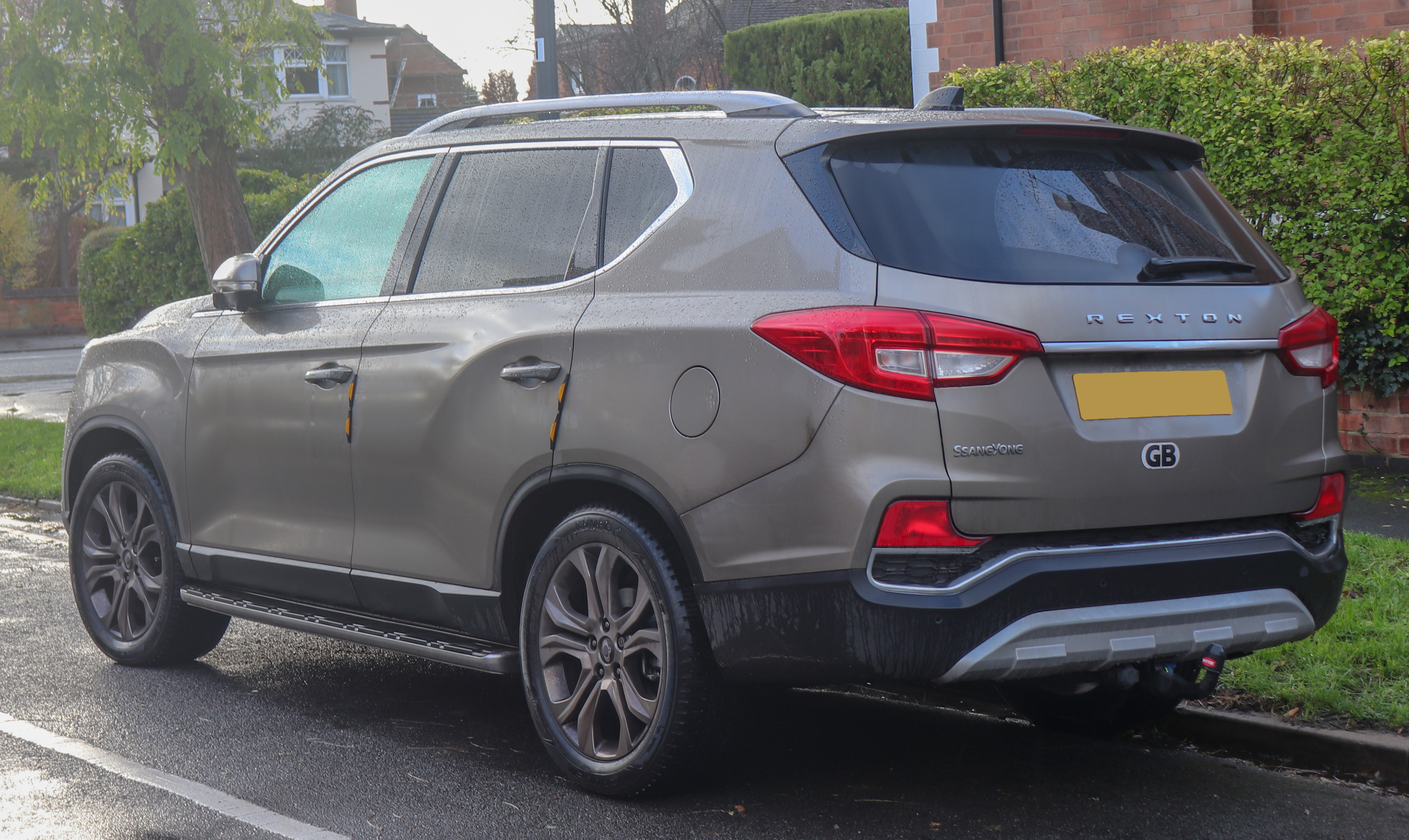
SsangYong Rexton Вид сзади

Rexton четвёртого поколения берет свое начало от концепт-кара SsangYong LIV-1 и концепта SsangYong LIV-2 с Парижского автосалона 2016. В 2017 году Rexton 2-го поколения дебютировал на корейском рынке на Сеульском автосалоне 2017, а также на мировом рынке в Международном автосалоне в Германии. SsangYong утверждает, что дизайн автомобиля вдохновлен греческим храмом Парфенон.
Новое поколение Rexton оснащено новой рамной платформой SsangYong с использованием усовершенствованной высокопрочной стали (AHSS), которая используется совместно с пикапом SsangYong Musso.  Другие улучшения включают в себя оборудование для обеспечения безопасности вождения, увеличенную буксировочную способность (до 3500 кг) как в ручном, так и в автоматическом режиме, а также электрическую систему стояночного тормоза с автоматическим удержанием.
Rexton предлагается на выбор с новым бензиновым двигателем e-XGDI 200T с турбонаддувом объемом 2,0 л мощностью 225 л.с. (168 кВт; 228 л.с.) или дизельным двигателем объемом 2,2 л e-XDI 220 мощностью 181 л.с. и доступен в двухколесном или частично четырехколесном исполнении.  - полный привод.  Он оснащен автоматической коробкой передач Mercedes-Benz 7G-Tronic или 6-ступенчатой автоматической коробкой передач AISIN или 6-ступенчатой механической коробкой передач.

### Фейслифт
Обновленный Rexton был представлен в сентябре 2019 года.

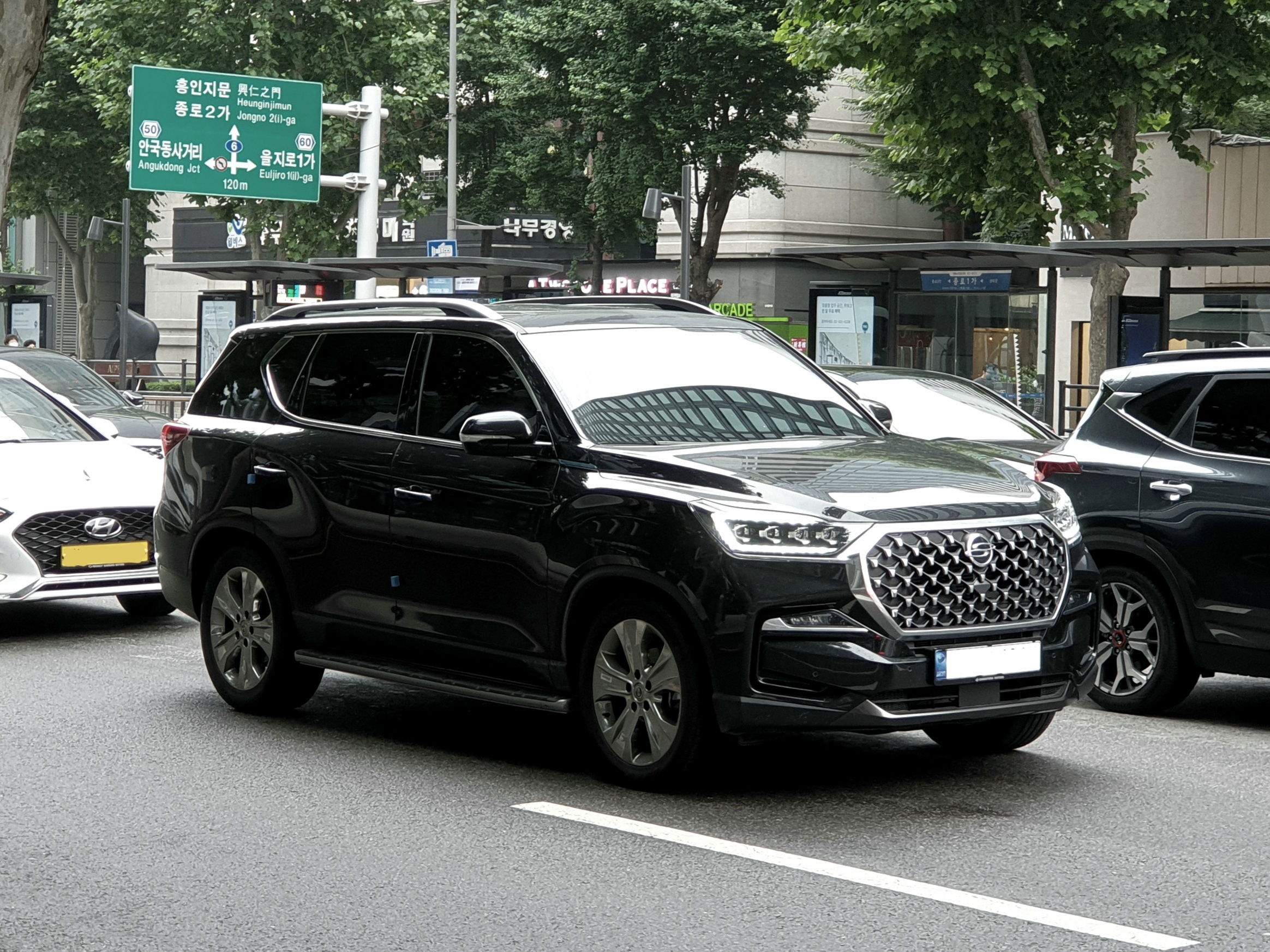
Y450 (Facelift) Вид спереди

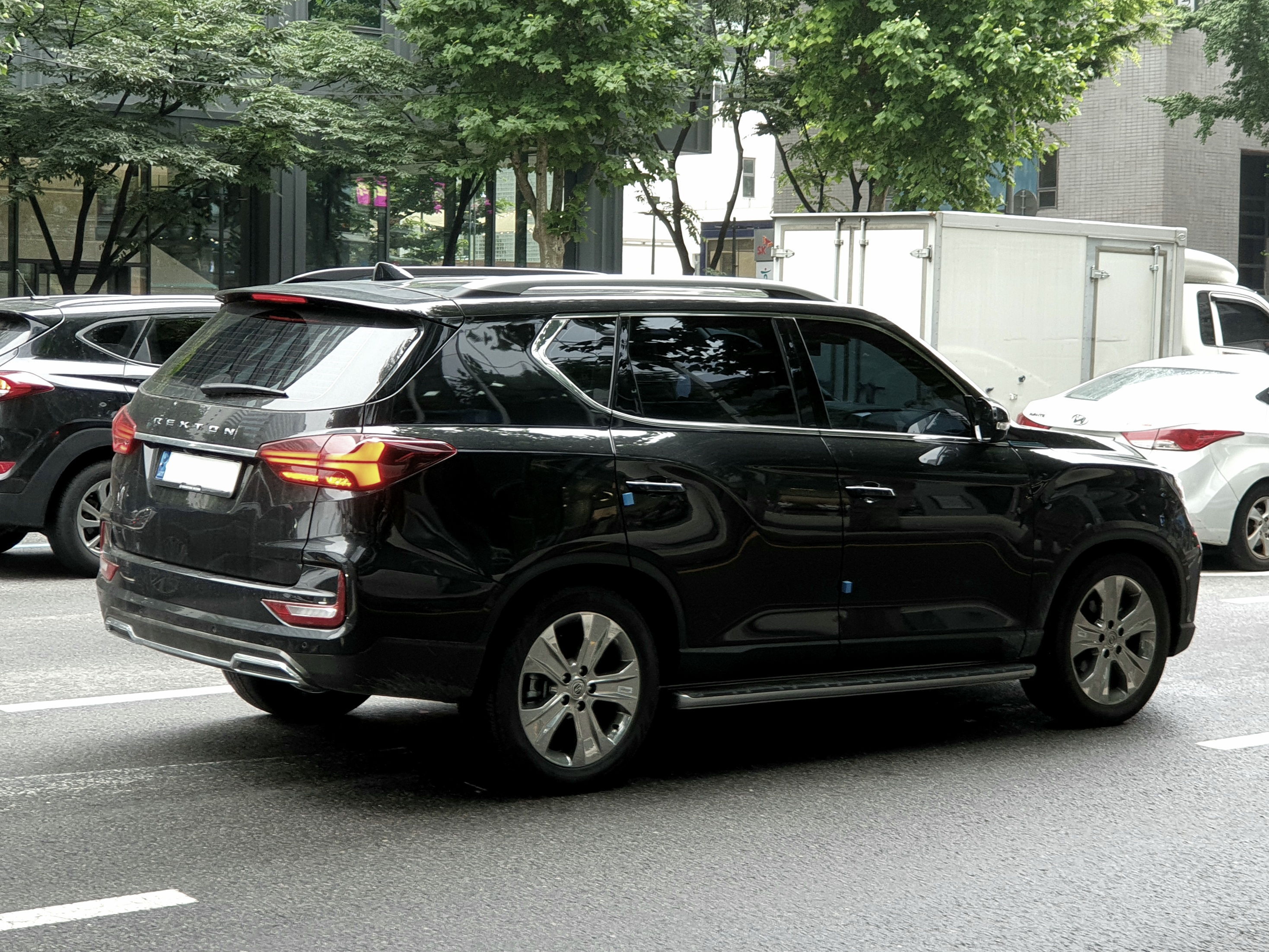
Y450 (Facelift) Вид сзади